# Jette Müller
Jette Müller (Rostock, 1 de octubre de 2003) es una deportista alemana que compite en saltos de trampolín.
Ganó una medalla de plata en el Campeonato Europeo de Saltos de 2025, en la prueba de trampolín 3 m sincro. Participó en los Juegos Olímpicos de París 2024, ocupando el sexto lugar en la prueba sincronizada.

## Palmarés internacional
| Campeonato Europeo | Campeonato Europeo | Campeonato Europeo | Campeonato Europeo   |
| Año                | Lugar              | Medalla            | Prueba               |
| ------------------ | ------------------ | ------------------ | -------------------- |
| 2025               | Antalya (Turquía)  | Medalla de plata   | Trampolín 3 m sincro |